# Rablás (méhek)
A rablás a méhészetben azt jelenti, hogy egy méhcsalád egy másik méhcsaládtól rabol mézet és virágport. A méhek akkor rabolhatnak, ha röpködhetnek, de nincs mit gyűjteniük. Hordásos napokon is előfordulhat rablás, ha a virágok nyílása között hosszabb szünet van. Ha az etetett család etetését hirtelen abbahagyják, akkor az adott család is rablásra hajlamossá válik. Gyűjtő ösztönüket nem csillapítja, ha a családnak bőséges készletei vannak. A rablást többnyire kutatás előzi meg, amikor a gyűjtők kikémlelik, hogy melyik család a leggyengébb. A kutatók nem hatolnak be a másik kaptárba, hanem annak nyílásain, repedésein át néznek be. Hivatásos kutatók és rablók nincsenek.
Ha elég gyengének találják valamelyik családot, akkor megkezdődik a rablás. Az erősebb család megtámadja a gyengébbet. A megtámadott családban verekedés tör ki, a dolgozók szúrnak és harapnak. A támadók durván letépik a fedelezést, és a sejteket oldalról is megrágják, hogy hamarabb hozzáférjenek a mézhez. Rombolnak, és akár a megtámadott család anyját is megölik. Sokszor a rablottak behódolnak a rablóknak, és áthordják hozzájuk a mézet.
A rablást kiválthatja hordástalan időben az eleség (méz, szirup, szörp) illata, a kaptárbontás vagy az etetett család örömrepülése. Különösen a gyenge, kis népű, anyátlan, beteg családok veszélyeztetettek. Sok áldozattal járhat, és a rablott család anyátlanná válhat. A rablás a betegségeket is terjesztheti, így lehet, hogy legközelebb a rablókat fogják rabolni. A rablók is átterjeszthetik betegségüket.
Ha liszttel beszórjuk a verekedő méheket, akkor megnézhetjük, hogy melyik kaptárba szálljanak be. Segíthet a szűkítés, végső esetben a pincézés. Ha a méhész függőlegesen szűkíti a kijárót, akkor a rablók nem tudnak a védekezők fölött behatolni. A ferdén odatámasztott üveglap is megnehezíti a támadók bejutását, vagy ha a bejáró közepét dugaszolják el, vagy vizes rongyot tűznek a bejáró közepe elé.
Megelőzésként hordástalan időben csak a legszükségesebb műveleteket ajánlott végezni, lehetőleg hajnalban, amikor kevesen vannak kint. Ha a kaptár felső kezelésű, akkor segít a vizes rongyos takarás, ami csak azt a részt hagyja szabadon, amivel a méhész éppen dolgozik. A kivett kereteket tartalmazó ládát is takarni kell vizes ronggyal. Az elcsöppent eleséget vagy nyomtalanul el kell takarítani, vagy be kell takarni földdel. A gyenge családokat fel kell erősíteni, az anyátlanokat minél hamarabb anyásítani kell.
A rablási hajlam faj- és fajtafüggő. A házi méh rablásra leghajlamosabb fajtája az olasz méh. A krajnai méh rablóhajlama alacsony. A rablóhajlam erősen függ a tájékozódóképességtől. Az olasz méh könnyen eltéved, a krajnai tájékozódása kitűnő, bár az egymás közelében álló egyforma kaptárak között ő is eltéved.
A méhek erősen szociális állatok, ezért igyekeznek elkerülni az agressziót. Az őrök készek végezni a behatolni próbáló támadókkal, de a csak eltévedt méheket beengedik, különösen, ha virágporosan érkeznek.